# Chiesa di Santa Maria sotto la catena
La chiesa di Santa Maria sotto la catena (in ceco Kostel Panny Marie pod řetězem) è una chiesa di Praga e una delle più antiche della città.

## Storia e descrizione
Monastero dell'Ordine dei Cavalieri Iaoniti (più tardi Cavalieri di Malta), fu fondata dal re Vladislao II di Boemia nel 1169. La chiesa è al centro del monastero fortificato dei cavalieri, che proteggeva l'accesso al ponte Giuditta, oggi ponte Carlo; la "catena" del nome, sta ad indicare la catena con cui si utilizzava chiudere le vie medievali e, soprattutto, i cancelli della chiesa di notte. Intorno al 1314 fu costruito un coro gotico e una cripta, e, nel 1389, si cominciò la costruzione di un'immensa cattedrale gotica a tre navate, che però non fu mai realizzata. Dell'idea originale rimane solo la imponente facciata, non terminata, con le torri a prisma (che sono coperte oggi da tetti a padiglione provvisori) (il portico con balaustra e pinnacoli è neogotico, del 1830), e il cortile con giardino, dove anticamente sorgeva una piccola basilica romana, demolita per edificarvi le future navate. L'attuale chiesa si trova nel presbiterio gotico, chiuso da una facciata in stile rinascimentale, restaurato in stile barocco da Carlo Lurago dopo il 1644. Nella chiesa furono esposti i corpi dei sovrani di Boemia, Carlo IV e dopo Venceslao IV.

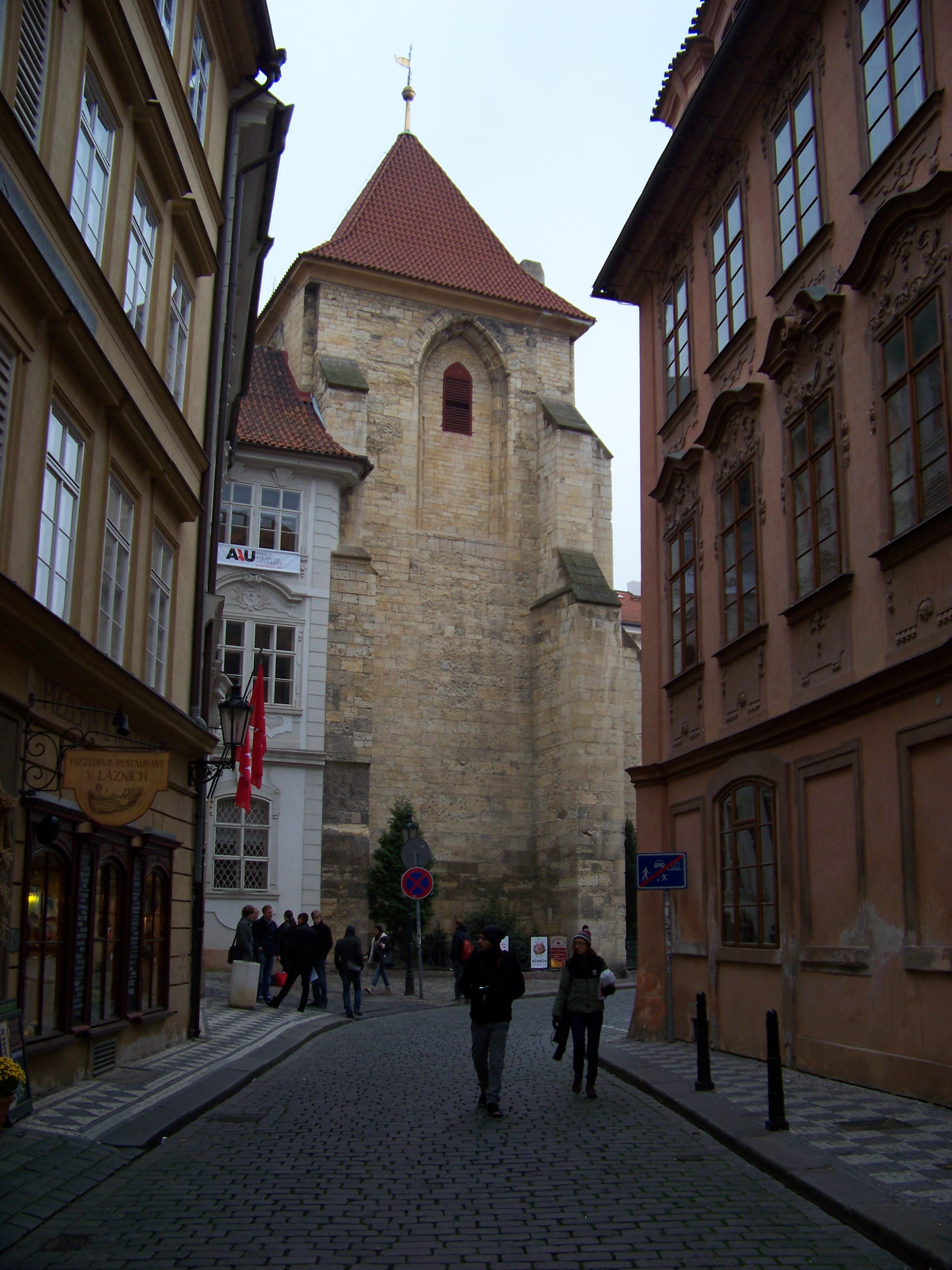
Vista dalla Via Lázeňská
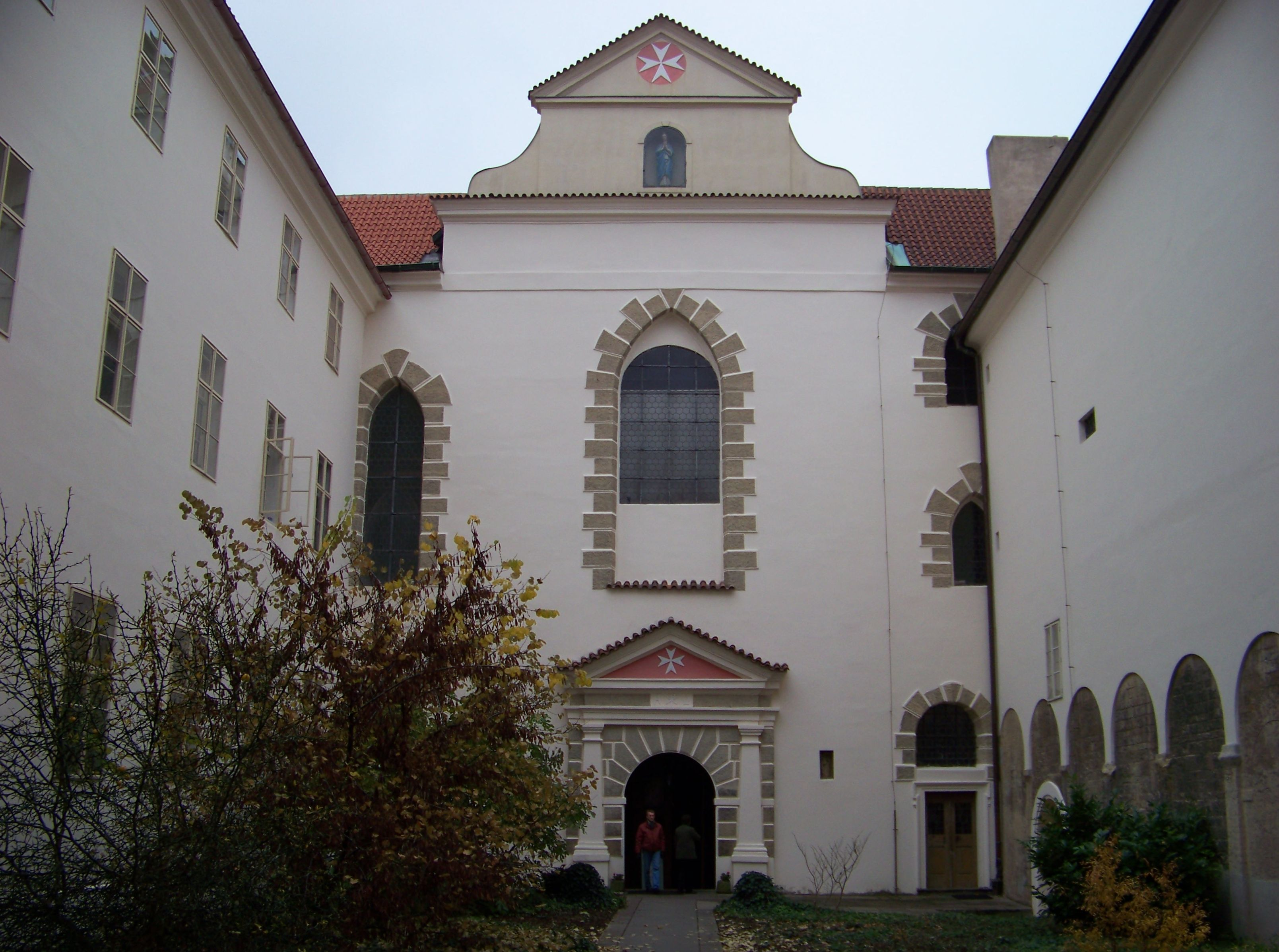
Cortile interno visto a est
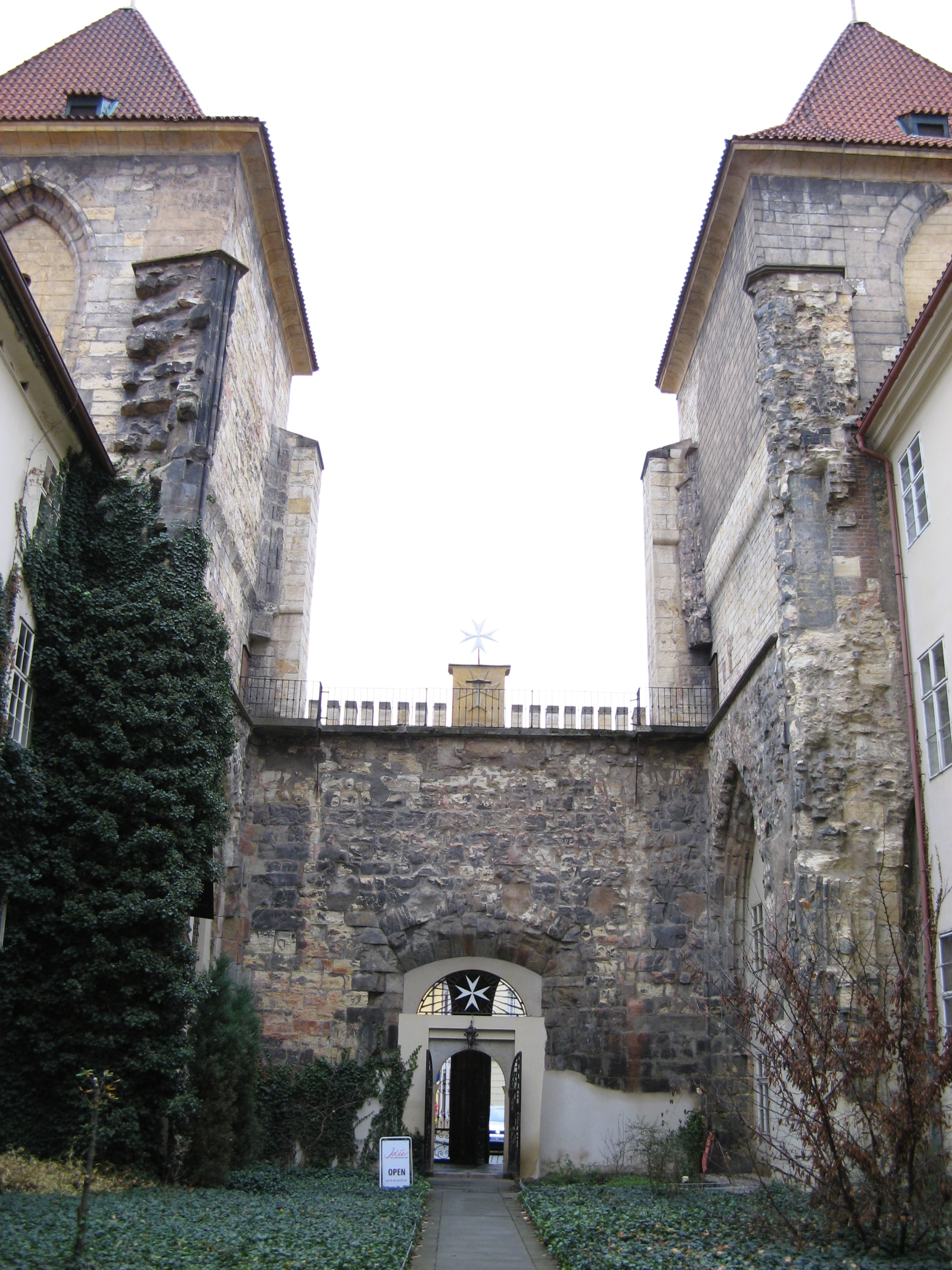
Cortile interno visto a ovest
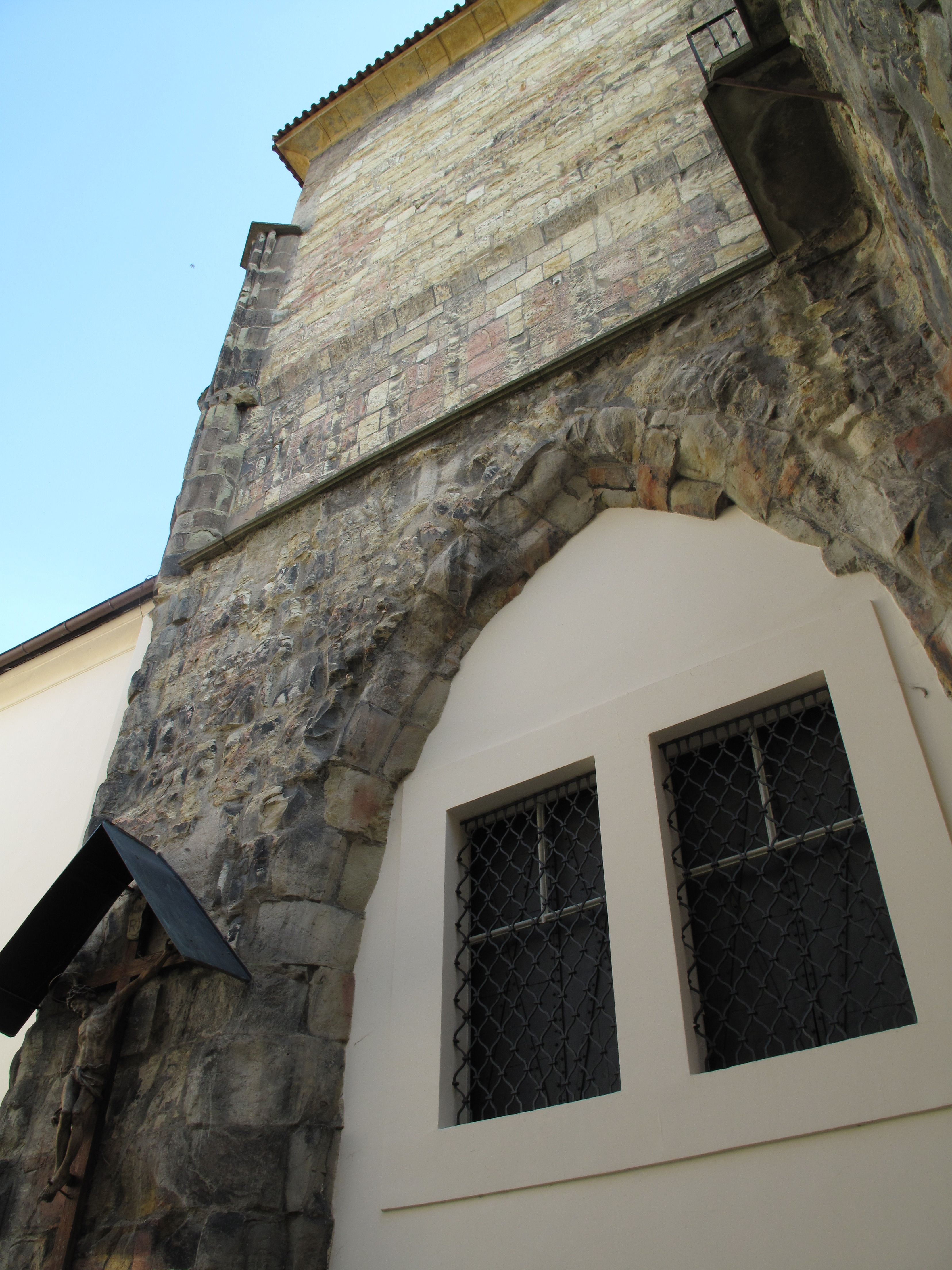
Particolare del cortile